# ولی‌الله سیف
ولی‌الله سیف (زاده ۱۳۳۱ نهاوند) سیاست‌مدار، بانکدار، استاد دانشگاه و مدیر ارشد اجرایی ایرانی است که هم‌اکنون به عنوان مدرس و عضو هیئت علمی دانشکده مدیریت و حسابداری دانشگاه علامه طباطبایی فعالیت می‌کند. او پیشتر در فاصله سالهای ۱۳۹۲ تا ۱۳۹۷، ریاست بانک مرکزی ایران را بر عهده داشت.
وی دانش‌آموخته کارشناسی ارشد حسابداری از دانشکده حسابداری و علوم مالی شرکت ملی نفت ایران و دکتری حسابداری از دانشگاه علامه طباطبایی است. سیف پیشتر سمت‌هایی چون مدیرعاملی بانک کارآفرین، بانک ملت، بانک صادرات، بانک سپه و بانک ملی ایران را برعهده داشته‌است.او در تاریخ ۲۴ مهر ۱۴۰۰ متهم ردیف اول، ولی‌الله سیف، رئیس وقت بانک مرکزی متهم به برهم زدن نظم و آرامش بازار ارزی کشور و زمینه‌سازی برای خرید و فروش غیرقانونی ارز به میزان ۱۵۹ میلیون و ۸۰۰ هزار دلار و ۲۰ میلیون و ۵۰۰ هزار یورو و همچنین اهمال و سوء مدیریت در دوران مسئولیت خود، به تحمل ۱۰ سال حبس تعزیری محکوم شده‌است. اما پس از آن دیوان عالی کشور، حکم ولی‌الله سیف را نقض کرد.

## تحصیلات
او دارای مدرک لیسانس و فوق لیسانس حسابداری از دانشکده حسابداری و علوم مالی شرکت ملی نفت ایران و همچنین دارای مدرک دکتری حسابداری و امور مالی از دانشگاه علامه طباطبایی است. یکی از انتقادات وارد بر سیف این بوده که فاقد تحصیلات اقتصادی است.

## سوابق اجرایی

### بانک صادرات
از جمله سمت‌های وی، مدیریت عامل بانک صادرات بوده‌است. در دوره تصدی وی اختلاس ۱۲۳ میلیارد تومانی توسط فاضل خداداد و با تبانی با کارمندان بانک صادرات ایران در این بانک رخ داد. در بهمن ۱۳۷۱، رئیس اداره کل بانک صادرات ایران متوجه اختلاس می‌شود. قبل از آن چندین بار ولی‌الله سیف با وساطت‌های سیاسی با خداداد دیدار کرده بود. در این هنگام فاضل خداداد در پاریس بوده که با تماس سیف به عنوان مدیریت بانک به ایران بر می‌گردد و بعد از برگشت فاضل از محل وجوهی که اختلاس شده بود، جمعاً ۴۴ میلیارد و ۲۰۰ میلیون ریال ظرف حدود یک ماه وصول می‌شود. وی از بهمن ۱۳۷۱ تا مرداد یا شهریور ۱۳۷۲ تحت مراقبت بود اما نهایتاً در این زمان می‌تواند از کشور فرار کند. وی حدود ۸ میلیون دلار پول از کشور خارج کرده بود، که هیچگاه به کشور برنگشت. اما دوباره با وعده بخشش از سوی محسن رفیقدوست و ولی‌الله سیف در شهریورماه ۱۳۷۳ به ایران بازمی‌گردد تا باقی‌مانده بدهی خود را به بانک پرداخت کند. وی در روز ۹ بهمن ۱۳۷۳ بازداشت دوباره شد و پس از هشت جلسه دادگاه، در آذرماه سال ۱۳۷۴ اعدام گردید.

### سایر سوابق
- مدیر مالی و عضو هیئت عامل سازمان گسترش و نوسازی صنایع ایران (از ۱۳۶۰ تا ۱۳۶۲)
- عضویت هیئت مدیره بانک سپه
- رئیس هیئت مدیره و مدیرعامل بانک ملت
- معاون اقتصادی و برنامه‌ریزی بنیاد مستضعفان و جانبازان
- معاون بازرگانی و بین‌الملل بنیاد مستضعفان و جانبازان
- رئیس هیئت مدیره و مدیرعامل بانک صادرات ایران
- رئیس هیئت مدیره و مدیرعامل بانک سپه (از ۱۳۷۵ تا ۱۳۷۹)
- رئیس هیئت مدیره و مدیرعامل بانک ملی ایران
- رئیس هیئت مدیره و مدیرعامل فیوچر بانک (بحرین)[۱۹]
- عضو هیئت مدیره و مدیرعاملی بانک کارآفرین
- نائب رئیس کمیته ایرانی اتاق بازرگانی بین‌المللی

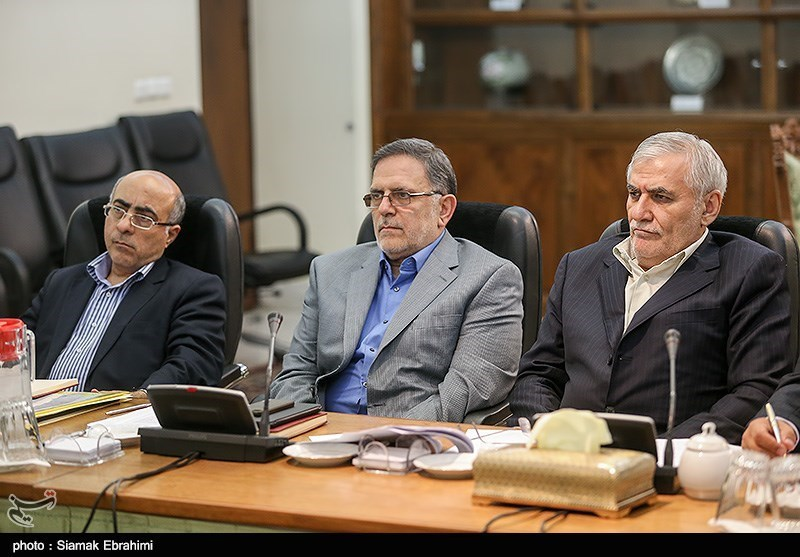
ولی‌الله سیف در کنار سید صفدر حسینی، رئیس وقت صندوق توسعه ملی ایران

### ریاست کل بانک مرکزی
سیف در جلسه سوم شهریور ماه ۱۳۹۲ هیئت دولت ایران، با پیشنهاد وزیر امور اقتصادی و دارایی و تأیید مجمع عمومی بانک مرکزی، با حکم رئیس‌جمهور، به عنوان رئیس کل بانک مرکزی ایران منصوب شد.
برخی از خبرگزاری‌های اقتصادی مانند اقتصاد آنلاین، به علمی نبودن وی و بروز اختلاس در بانکهای تحت مسئولیت او انتقاد کردند. به نوشته این خبرگزاری:
سوابق آقای سیف به خوبی نشان دهنده این است که ایشان یک فرد اجرایی با سابقه‌ای قوی است اما فرد علمی نیست. ایشان اصلاً اقتصاددان نیست، مدرک ایشان حسابداری است.
پس از شروع به کاهش یافتن نرخ دلار در راستای فعالیت‌های سیاسی و اقتصادی صورت گرفته توسط دولت یازدهم، سیف در اظهارنظری اعلام نمود قیمت دلار در ۲۹۵۰ به کف قیمت رسیده و بانک مرکزی اجازه کاهش قیمت بیش از این را نمی‌دهد. این اعلام موضع سبب جنجالهای لفظی در سطح جامعه و بین مقامات حکومت شد و انتقادات زیادی من‌جمله از جانب برخی نمایندگان مجلس به وی سرازیر شد. این اظهار نظر سیف که با واکنش‌های منفی در نزد مردم مواجه شد، با دفاع کوروش پرویزیان در یکی از مناظره‌های صدا و سیما اینگونه پاسخ داده شده:
تعیین نرخ ارز به‌طور مستقل انجام نمی‌شود و مرتبط با متغیرهای دیگری می‌باشد. این متغییرها که از آنها به عوامل بنیادی اقتصادی تعبیر می‌شود، تاکنون تغییری نکرده‌اند که ما بتوانیم با سنجش آنها نرخ ارز را تغییر دهیم. یکی از این عوامل بنیادی تحریم بانک مرکزی ایران می‌باشد که تاکنون برچیده نشده‌است. افت محسوس نرخ ارز در کوتاه مدت منطقی نیست.
از جمله اقدامت وی در نخستین ماه‌های تصدی این سمت، اعلام اسامی ۵۰۰ بدهکار عمده شبکه بانکی ایران، به قوه قضائیه بوده‌است. یکی دیگر از اقدامات وی در زمان ریاست در بانک مرکزی اعطای مجوز به مؤسسه مالی و اعتباری کاسپین بود، که از انحلال ۸ تعاونی تشکیل می‌شد، این مجوز درحالی اعطا شد که ۸ تعاونی با مشکلات زیادی همراه بودند و صلاحیت مورد نیاز را نداشتند
در تاریخ ۳ مرداد ۱۳۹۷ بنا به پیشنهاد مسعود کرباسیان، وزیر امور اقتصادی و دارایی ایران، طی حکم حسن روحانی رئیس‌جمهور، ولی‌الله سیف کرسی خود را به عبدالناصر همتی تحویل داد.

### اظهار نظر دربارهٔ برجام
وی که در راس هیئتی اقتصادی به ایالات متحده سفر کرده بود، در سخنرانی در شورای روابط خارجی ایالات متحده، دستاوردهای ایران از برجام را با عبارت «تقریباً هیچ» «almost nothing» توصیف کرد. دولت ایران این سخنان را دارای مصرف خارجی دانست و از تلاش برای گشوده شدن هر چه بیشتر فضای اقتصادی پس از برجام خبر داد.

### مؤسسه اعتباری کاسپین
۲ روز مانده به تعطیلات نوروز ۱۳۹۵، مجوز این مؤسسه در ۲۷ اسفند ماه بر روی سایت بانک مرکزی قرار گرفت و به عنوان پنجمین مؤسسه اعتباری غیربانکی مجاز شناخته شد و مقرر شد دارایی‌ها و بدهی‌های قابل تجمیع شرکت‌های تعاونی اعتبار «فرشتگان»، «الزهراء مشهد»، «حسنات اصفهان»، «دامداران و کشاورزان کرمانشاه»، «بدر توس مشهد»، «پیوند»، «امید جلین گرگان» و «عام کشاورزان مازندران» را که تحت عنوان آرمان ایرانیان فعالیت می‌کردند به حساب‌های خود انتقال دهد. اما در ۹ آذر ماه ۱۳۹۵ با پخش تلویزیونی اظهارات دادستان تهران با اعلام ۴۰۰۰ میلیارد کسری تعاونی فرشتگان و دستگیری دو تن از مدیران آن، سپرده گزاران به شعب هجوم آورده و مؤسسه اقدام به محدود کردن پرداختهای خود کرد.
بانک مرکزی در ابتدا با صدور بیانیه‌ایی مؤسسه کاسپین را موظف به ایفای تعهدات تعاونی اعتبار فرشتگان دانست اما با افزایش تجمعات مردم و وخیم شدن اوضاع با وجود آنکه تعاونیها دارای تابلو و مهر کاسپین بودند و به سپرده گزاران دفترچه کاسپین را ارائه می‌کردند، ولی‌الله سیف کاسپین را مستقل از تعاونیها خواند و گفت «مدیران و سهامداران تعاونی‌ها باید پاسخگوی کسری احتمالی بشوند»
گذشت زمان نتوانست باعث آرام شدن سپرده گذاران کاسپین شود و مالباختگان تعاونی فرشتگان با شروع تجمعات در مقابل بانک مرکزی، مجلس و نهاد ریاست جمهوری به اعتراضات خود ادامه دادند. با جوابگو نبودن بانک مرکزی و ولی‌الله سیف سپرده گذاران نامه‌ایی سرگشاده به رهبری و حسن روحانی به عنوان رئیس‌جمهور وقت نوشتند.
اما با وجود ماه‌ها بلاتکلیفی مالباختگان کاسپین ولی‌الله سیف آنان را به صبوری دعوت کرد. ولی‌الله سیف با افزایش نارضایتی و تجمعات پی در پی مردم برای فرار از فشار حاکی از مجوز اعطا شده، مجوز کاسپین را مشروط خواند درحالی که در متن مجوز چنین نکته‌ای قید نشده‌است و در قانون بانک مرکزی چیزی به نام مجوز مشروط وجود ندارد.
در مرداد ماه ۱۳۹۶ نمایندگان مجلس در اقدامی فراجناحی، در چارچوب اعمال ماده ۲۳۶ آیین‌نامه داخلی مجلس، اهمال و تخلف بانک مرکزی را که منجر به وارد آمدن خسارت به سپرده گذاران شده بود محرز دانستند و با رای قاطع ۱۸۳ رأی موافق، ۱۶ رأی مخالف و ۲ رأی ممتنع از مجموع ۲۳۳ نماینده حاضر، به قوه قضاییه ارجاع نمودند. 

### دولت دوازدهم
به گفته اسحاق جهانگیری، در دولت دوازدهم و سال ۱۳۹۷ و بعد از خروج دولت آمریکا از برجام، در جلسه‌ای با حضور تیم اقتصادی دولت به‌خصوص مسعود نیلی، محمد نهاوندیان و ولی‌الله سیف تصمیم به اعمال قیمت دستوری ۴۲۰۰ تومانی دلار در ایران برای مدت محدود (۳ یا ۶ ماه) گرفته شد که بعدها این قیمت توسط اسحاق جهانگیری اعلام رسمی شد.

## جوایز و افتخارات
- ۱۳۹۲: «چهره ماندگار صنعت بانکداری ایران»، در بیست و سومین همایش سالانه سیاست‌های پولی و ارزی[۳۸][۳۹]
- ۱۳۹۱: «مدال زرین روابط‌عمومی»، در کنفرانس روابط‌عمومی، صنعت و تولید ملی[۴۰]

## انتقادها
ولی‌الله سیف بیش از ۲۰ سال مدیریت عامل بانکهای مختلف دولتی را در ایران بر عهده داشته‌است. او در دوره ریاست بانک صادرات در دهه ۷۰ به دلیل اختلاس معروف آن دهه مورد انتقاد قرار گرفت. اختلاس ۱۲۳ میلیارد تومانی در بانک صادرات در سال ۱۳۷۴ است که در جریان آن فاضل خداداد و مرتضی رفیق دوست به برداشت غیرقانونی از منابع بانکی متهم شدند.
سید احمد عراقچی دربارهٔ اختلال‌های ارزی و افزایش نرخ ارز در سال‌های ۹۶، ۹۷ و ۹۸ می‌گوید: «مداخله در بازار ارز به دستور حسن روحانی و علی شمخانی و تأییدکردن ولی‌الله سیف انجام شده‌است.»
او همچنین در جریان عدم بازپرداخت سپرده‌های مردم توسط موسسات مالی و اعتباری که از بانک مرکزی مجوز گرفته بودند بسیار مورد انتقاد قرار گرفت. افت شدید و ناگهانی ارزش پول ملی ایران در مقابل دلار و افزایش افسار گسیخته و جهشی قیمت ارز در اواخر سال ۱۳۹۶، انتقادات گسترده‌ای را نسبت به وی برانگیخت و در این میان اینکه اعضای خانواده ولی‌الله سیف مقیم خارج از کشور بوده و از فشارهای اقتصادی داخل ایران، متأثر نمی‌شوند، مورد توجه رسانه‌ها قرار گرفت.
به ولی‌الله سیف از جانب نمایندگان مجلس اعتراضات تندی شد و حتی به خیانت و بی‌کفایتی متهم گردید. گفته شده ۱۶۳ نفر از نمایندگان مجلس در فروردین ۱۳۹۷ طی نامه‌ای به رئیس‌جمهور وقت، حسن روحانی، خواستار برکناری وی شده‌اند. وزارت دارایی آمریکا در ۲۵ اردیبهشت ۱۳۹۷ نام ولی‌الله سیف را در لیست تحریم‌های خود قرار داد.
در سال ۹۶، با شروع تحقیقات دربارهٔ پرونده تخلفات ارزی، پرونده سیف به نام فساد مدیران سابق بانک مرکزی با خلاصه اتهامات اخلال در بازار ارز در جریان افتاد. در ۳ مرداد ۹۷، دیوان محاسبات کشور تخلفات بانک مرکزی را محرز دانست و حکم انفصال سیف رئیس کل بانک مرکزی و معاونان وی را تأیید کرد. این اتهامات در دوران اجرای سیاست ارز ۴۲۰۰ تومانی با اعلام اسحاق جهانگیری وارد شده‌است. در ۲۲ شهریور ۹۷، حسن روحانی طی حکمی او را به مشاور رئیس‌جمهور در امور پولی و بانکی خود منصوب کرد. سخنگوی قوه قضاییه اعلام کرد در روند تحقیق و دستگیری احمد عراقچی، معاون سابق امور ارزی، در مورد التهابات بازار ارز پای سیف در این پرونده باز شده‌است. وی همچنین یک پرونده با موضوع شکایت برخی موسسات مالی و اعتباری داشته‌است. سیف در مصاحبه ای در دفاع از خود ادعا کرد: «صرفاً مجری مصوبات دولت بود و سیاست‌گذاری مستقلی از مصوبات دولت، نمی‌توانست داشته باشد.»

### صدور کیفرخواست
در تاریخ ۱۳ اردیبهشت ۱۴۰۰، دادستان تهران، علی القاصی مهر در جلسه شورا عالی قضایی ولی‌الله سیف را به نقض مقررات و ترک فعل‌ها متهم کرد که باعث وقوع اخلال در نظام اقتصادی و تضییع بیش از ۳۰ میلیارد دلار منابع ارزی و ۶۰ تن ذخایر طلا با ارزش ریالی «حدود ۸۰۰ هزار میلیارد تومان» در طول سال‌های ۹۵ تا ۹۷ شده‌است.